# Pardosa palustris
Pardosa palustris este o specie de păianjeni din genul Pardosa, familia Lycosidae. A fost descrisă pentru prima dată de Linnaeus, 1758. Conține o singură subspecie: P. p. islandica.